# Meliceae
Tribu
Les Meliceae sont une tribu de plantes monocotylédones de la famille des Poaceae, sous-famille des Pooideae, dont le genre-type est Melica Schrank.
Cette tribu comprend six genres regroupant 154 espèces.
Deux genres sont relativement importants, il s'agit de Melica (selon les décomptes de nombreuses flores régionales) avec environ 80 à 90 espèces, et Glyceria avec environ 55 espèces.
Deux autres genres, Lycochloa et Schizachne, sont monotypiques.

## Liste des genres
Selon Soreng et al. :
- Glyceria,
- Lycochloa,
- Melica,
- Pleuropogon,
- Schizachne,
- Triniochloa.